# Bernhard Troch
Bernhard Troch (* 1867 in Neutz-Lettewitz; † 1924 in Hamburg) war ein deutscher Fotograf.

## Leben und Wirken
Bernhard Troch war von 1900 bis 1906 Mitglied der Gesellschaft zur Förderung der Amateurfotografie. Er gehörte zum Kreis der Gebrüder Hofmeister und nahm 1900, 1902, 1903 und 1906 an den internationalen Ausstellungen von Kunstfotografien in der Hamburger Kunsthalle teil. 1900 gewann er einen Ehrenpreis des „Allgemeinen Wettbewerbs“.
Die von Troch erstellten Landschaftsfotografien sind nahezu nicht erhalten geblieben. Einige seiner Aufnahmen sind im Museum für Kunst und Gewerbe Hamburg sowie in der Berliner Kunstbibliothek zu sehen.